# Braquipterominos
Braquipterominos (Brachypteromini) é uma tribo de coleópteros da subfamília Cerambycinae, na qual compreende três espécies, em um único gênero.

## sistemática
- Ordem Coleoptera
  - Subordem Polyphaga
    - Infraordem Cucujiformia
      - Superfamília Chrysomeloidea
        - Família Cerambycidae
          - Subfamília Cerambycinae
            - Tribo Brachypteromini
              - Gênero Brachypteroma